# Nihal Naj Ali Al-Awlaqi
Nihal Naj Ali Al-Awlaqi (àrab: نهال ناجي علي صالح العولقي, Nihāl Nājī ʿAlī Ṣāliḥ al-ʿAwlaqī) és una advocada iemenita. El 2016 fou nomenada ministra d'Afers Legals. Abans, havia format part de la Comissió Redactora Constitucional del Iemen, en què destacà pel seu suport als drets de les dones i del Centre per a Formació de la Dona de la Universitat d'Aden. El 2013 actuà com a representant de les dones a la Conferència de Diàleg Nacional que tingué lloc a la capital del Iemen, Sanà, en el marc dels esforços per a la reconciliació nacional empresos arran de la crisi política del Iemen.
El 2016 va rebre el Premi Internacional Dona Coratge de mans de John Kerry, secretari d'Estat dels Estats Units d'Amèrica.